# Zaścianki (obwód miński)
Zaścianki (biał. Засценкі) – wieś na Białorusi, w obwodzie mińskim, w rejonie wilejskim, w sielsowiecie Iża.
Dawniej używana nazwa – Zaścianie.

## Historia
W czasach zaborów wieś w powiecie wilejskim, w guberni wileńskiej Imperium Rosyjskiego.
W latach 1921–1945 wieś leżała w Polsce, w województwie wileńskim, w powiecie wilejskim, w gminie Iża, od 1 kwietnia 1932 w gminie Kurzeniec.
Według Powszechnego Spisu Ludności z 1921 roku zamieszkiwały tu 152 osoby, wszystkie były wyznania 56 prawosławnego. Jednocześnie 29 mieszkańców zadeklarowało polską a 123 białoruską przynależność narodową. Było tu 25 budynków mieszkalnych. W 1931 w 29 domach zamieszkiwało 141 osób.
Wierni należeli do parafii prawosławnej w Iży. Miejscowość podlegała pod Sąd Grodzki w Wilejce i Okręgowy w Wilnie; właściwy urząd pocztowy mieścił się w Iży.
W wyniku napaści ZSRR na Polskę we wrześniu 1939 miejscowość znalazła się pod okupacją sowiecką. 2 listopada została włączona do Białoruskiej SRR. Od czerwca 1941 roku pod okupacją niemiecką. W 1944 miejscowość została ponownie zajęta przez wojska sowieckie i włączona do Białoruskiej SRR.
Od 1991 w składzie niepodległej Białorusi.